# 梅爾羅斯 (新墨西哥州)
梅爾羅斯（英語：Melrose）是位於美國新墨西哥州柯里縣的村。

## 人口
根據2020年美國人口普查的數據，梅爾羅斯的面積為4.38平方千米，皆為陸地。當地共有人口622人，而人口密度為每平方千米142人。